# 趙貴
趙 貴（ちょう き、生年不詳 - 557年）は、中国の西魏の軍人。字は元貴、あるいは元宝。本貫は天水郡顕親県。

## 経歴
趙氏は祖父の趙仁の代に武川鎮に移り住み、家をかまえた。北魏の孝昌年間、趙貴は郷里の人々を率いて南に避難した。葛栄が中山を落とすと、捕らえられた。葛栄が敗れると、爾朱栄の下で趙貴は別将となり、元顥に対する征討に従って功績を挙げ、燕楽県子の爵位を受けた。伏波将軍・武賁中郎将に任じられた。賀抜岳に従って関中の平定にあたり、魏平県伯に進み、鎮北将軍・光禄大夫・都督に累進した。
534年、賀抜岳が侯莫陳悦のために殺害されると、50人ばかりを率いて、偽って侯莫陳悦に降った。賀抜岳の遺体を収容し、寇洛らとともに賀抜岳の残党を糾合すると、平涼に逃れ、宇文泰を迎えた。宇文泰の下で趙貴は大都督となり、府司馬を領した。侯莫陳悦を平定すると、持節・衛将軍・行秦州事・秦州大都督となった。その統治は清潔で穏当なものであり、民衆や官吏にしたわれた。
高歓が挙兵して洛陽に向かい、その都督の韓軌が進軍して蒲坂に拠った。宇文泰は趙貴を行台として、梁禦らとともに韓軌を討たせた。黄河を渡らないうちに北魏の孝武帝が入関してきた。趙貴は車騎大将軍・儀同三司に任じられ、右衛将軍を兼ねた。霊州刺史の曹泥が叛いたので、趙貴は大都督となり、李弼らとともに霊州を攻撃した。爵位は侯に進んだ。また西魏の文帝を擁立した功績により、爵位は公に進んだ。まもなく岐州刺史に任ぜられた。大丞相府左長史を領し、散騎常侍を加えられた。梁仚定が河右で乱を起こすと、趙貴は隴西行台となり、軍を率いて梁仚定を撃破した。537年、宇文泰の下で東魏と戦って、弘農を奪い、沙苑で戦い、侍中・驃騎大将軍・開府儀同三司に任ぜられ、中山郡公に進み、雍州刺史となった。538年、河橋の戦いでは、趙貴は怡峯とともに左軍を率いたが、圧されて退却した。542年、玉壁への援軍に向かい、高歓を撤退させた。543年、東魏の北豫州刺史の高仲密が西魏に降り、宇文泰が軍を率いてこれを迎えようとして、東魏と邙山で戦った。趙貴は左軍を率いたが、軍の統率を失い、西魏の諸軍はこのために潰えた。敗戦の罪により免官された。まもなく官爵をもどされ、御史中尉に任じられ、大将軍の位を加えられた。東魏の将の高岳・慕容紹宗らが王思政を潁川で包囲すると、趙貴は東南諸州の兵を率いて救援に向かった。東魏の軍は洧水をせきとめて城にそそぎ、西魏の援軍は王思政を助けることができなかった。趙貴はやむなく軍を返し、まもなく柱国大将軍に任じられ、乙弗氏の姓を受けた。柔然が広武に侵攻してくると、趙貴はこれを撃破した。556年、六官が建てられると、趙貴は太保・大宗伯となり、南陽郡公に改封された。557年、北周の孝閔帝が即位すると、太傅・大冢宰に転じ、楚国公に進封された。独孤信らとともに宇文護の殺害を計画したが、宇文盛の告発を受けて、処刑された。

## 伝記資料
- 『周書』巻16 列伝第8
- 『北史』巻59 列伝第47